# Портрет Петра Андреевича Кикина
Портрет Петра Андреевича Кикина — картина английского живописца Джорджа Доу и его мастерской, исполненная в 1822–1823 годах для Военной галереи Зимнего дворца в Санкт-Петербурге. Является, наряду с другими картинами Военной галереи, частью собраний современного Эрмитажа (инв. ГЭ-7996).
К началу Отечественной войны 1812 года полковник Кикин занимал должность дежурного генерала в 1-й Западной армии, в сражении на Валутиной горе был ранен в глаз, в Бородинском вновь получил рану и вскоре был произведён в генерал-майоры. Во время Заграничных походов 1813 и 1814 годов командовал 2-й бригадой 6-й пехотной дивизии, отличился в сражении под Лютценом.
Кикин изображён погрудно, в генеральском вицмундире, введённом для пехотных генералов 7 мая 1817 года, на плечи наброшена шинель. Этот мундир изображён ошибочно — Кикин ещё в 1815 году был уволен в отставку и носил мундир старого образца, а с января 1816 года он состоял на гражданской службе в чине действительного статского советника и, соответственно, должен был носить гражданский мундир. Слева на груди звезда ордена Св. Анны 1-й степени; на шее крест ордена Св. Георгия 3-го класса; по борту мундира кресты ордена Св. Владимира 2-й степени и прусского ордена Красного орла 2-й степени; справа на груди серебряная медаль «В память Отечественной войны 1812 года» на Андреевской ленте, бронзовая дворянская медаль «В память Отечественной войны 1812 года» на Владимирской ленте и звезда ордена Св. Владимира 2-й степени. С тыльной стороны картины надписи: Kikin и Geo Dave RA pinxt . Подпись на раме: П. А. Кикинъ, Генералъ Маiоръ.
7 августа 1820 года Комитетом Главного штаба по аттестации Кикин был включён в список «генералов, заслуживающих быть написанными в галерею» и 16 февраля 1822 года император Александр I приказал написать его портрет. Гонорар Доу был выплачен 1 июля 1822 года и 31 июля 1823 года. Готовый портрет поступил в главную императорскую резиденцию 7 сентября 1825 года.